# Сеєдю Ятта
Сідюахмед «Сеєдю» Тіджан Ятта (норв. Seedyahmed "Seedy" Tijan Jatta, нар. 18 березня 2003, Осло, Норвегія) — норвезький футболіст гамбійського походження, нападник австрійського клубу «Штурм».

## Ігрова кар'єра

### Клубна
Сеєдю Ятта почав займатися футболом в столичних клубах. Після кількох років в клубі «Скейд», у 2020 році Ятта перейшов до молодіжної команди столичного клубу «Волеренга».
В березні 2021 року футболіст підписав з клубом професійний контракт до 2023 року. Сезон 2021 року нападник починав разом з першою командою клубу. 30 травня 2021 року у матчі проти «Саннефіорда» Ятта дебютував у першій команді в матчах чемпіонату країни.
В серпні 2023 року Ятта перейшов до австрійського «Штурма», підписавши з клубом чотирирічний контракт.

### Збірна
З 2019 року Сеєдю Ятта виступає за юнацькі збірні Норвегії різних вікових категорій.

## Титули
Штурм
 Чемпіон Австрії: 2023/24, 2024/25
 Переможець Кубка Австрії: 2023/24